# نيكولا فريلينغ
نيكولا فريلينغ (بالإنجليزية: Nicolas Freeling)‏‏ (3 مارس 1927 في لندن - 20 يوليو 2003 ) كاتب، وروائي من المملكة المتحدة.

## الجوائز
- جائزة إدغار

## روابط خارجية
- نيكولا فريلينغ على موقع IMDb (الإنجليزية)
- نيكولا فريلينغ على موقع ميوزك برينز (الإنجليزية)
- نيكولا فريلينغ على موقع قاعدة بيانات الفيلم (الإنجليزية)
- نيكولا فريلينغ على موقع كينوبويسك (الروسية)